# 塚田美津代
塚田 美津代（つかだ みつよ、1953年12月20日 - ）は、福井県出身の女優。infini所属。

## 人物
以前はアルファセレクションに所属していた。
身長166cm。体重52kg。
趣味・特技は弓道（四段）、水泳、着付け、英会話。
薬剤師免許取得。

## 出演作品

### テレビドラマ
NHK
- ドラマ人間模様 / シャツの店（1986年）
- NHK子どもパビリオン / 満の夏休み日記（1990年）
- 金曜時代劇 / 十時半睡事件帖（1995年） -  清
- 蜜蜂の休暇（2001年）
- 大河ドラマ
  - 武蔵 MUSASHI（2003年） - 尼僧
  - 義経（2005年） - 徳子の乳母
  - 篤姫（2008年） - 御伽
- 土曜ドラマ / 上海タイフーン（2008年）
- 坂の上の雲（2009年） - 遊女

日本テレビ
- 水曜ドラマ / ヒガンバナ〜警視庁捜査七課〜（2016年） - 笹野春子
- 土曜ドラマ / 怪盗 山猫（2016年） - 主婦

TBS
- 愛の劇場 / 銀座まんまんなか!（2003年）
- 月曜ミステリー劇場→月曜ゴールデン
  - 弁護士 朝吹里矢子3（2003年） - 木下の妻
  - 西村京太郎サスペンス 十津川警部シリーズ38（2007年）
- 日曜劇場 / オレンジデイズ（2004年）
- 嫌われ松子の一生（2006年）
- 金曜ドラマ
  - なるようになるさ。（2014年） - 前田
  - コウノドリ（2017年） - 三浦芽美の母

フジテレビ
- 金曜エンタテインメント
  - 十津川警部夫人の旅情殺人推理1（2003年） - マンション管理人
  - やがて来る日のために（2005年）
- 牡丹と薔薇（2004年）
- 西遊記（2006年）
- 愛の迷宮（2007年）
- オトナの土ドラ / とげ 小市民 倉永晴之の逆襲（2016年） - 老婆
- 民衆の敵〜世の中、おかしくないですか!?〜（2017年） - 一馬の母
- 罠の戦争（2023年） - 高齢女性
- マウンテンドクター（2024年） - 患者

テレビ朝日
- 特捜最前線（1979年）
- 金曜ナイトドラマ / スカイハイ（2003年）
- 第2回文芸社新春ドラマスペシャル「OLが行く! お局VS新人、銀行大奥バトル」（2003年）
- 仮面ライダーカブト（2006年） - 主婦
- 土曜ワイド劇場
  - 法医学教室の事件ファイル23（2006年）
  - 弁護士・茜沢翔子の人生相談承ります!（2008年）
- 相棒
  - （2006年） - 主婦
  - （2017年） - 松原敏子
  - （2019年） - 新見徳子
- 木曜ドラマ / ハヤブサ消防団（2023年） - 西山敏子
- 土曜ナイトドラマ / 泥濘の食卓（2023年）
- 素晴らしき哉、先生! 第5話（2024年9月15日、朝日放送テレビ） - 石田妙子 役[3]

テレビ東京
- ザ・スーパーガール（1979年）
- 女と愛とミステリー / 女の中の二つの顔（2004年） - 組紐教室の生徒
- Pinkの遺伝子（2005年）
- 週刊 赤川次郎（2007年） - 梅津京子
- ドラマホリック! / レンタルなんもしない人（2020年）

東名阪ネット6
- イヌゴエ（2006年） - 参拝客

WOWOW
- ドラマW連続ドラマW
  - 尋ね人（2012年） - 許嫁の母
  - 湊かなえ「落日」（2023年） - 香の祖母

NHK BS9
- 焼け跡のホームランボール（2002年）

### テレビ番組
- 総合診療医ドクターG（NHK）
  - （2013年） - 鳴海
  - 「腰が痛くて痛くて」（2016年） - 倉田実千代
- 大人のしがらみ劇場 / 絶体絶命アンサー「二人目の担当医」（2016年、朝日放送テレビ） - 赤間多恵

### 映画
- アンテナ（2004年） - 霊能者
- 誰も知らない（2004年）
- 苺の破片（2005年）
- ロザリオの雫（2005年） - 紀本和子
- 欲望（2005年） - 図書館司書
- 地下鉄に乗って（2006年） - 女中
- K-20 怪人二十面相・伝（2008年） - 泥棒長屋の住人
- ××× KISS KISS KISS「さよならのはじめかた」（2015年） - 保坂綾子
- 残穢 -住んではいけない部屋-（2016年） - 高野トシヱ
- トーキョー・サンライズ（2023年）

### CM
- 味の素
- 花王 健康エコナ
- デイリーヤマザキ（2001年）
- サントリー まるで梅酒な ノンアルコール「茶屋の娘がテンテケテン篇」（2012年） - 町人

### MV
- 小詠〜coyomi〜「LOVE & peace」（2015年）

### WEB
- 俺の宴（2022年） - 誠之助の母

### ラジオドラマ
- FMシアター「不思議の城のかの子」（2016年、NHK-FM放送） - 寿美子